# ميلوراد ماجيتش
ميلوراد ماجيتش (سيريلية صربية: Милорад Мажић) (مواليد 23 مارس 1973) هو حكم كرة قدم دولي صربي. أصبح حكماً لدى الفيفا في عام 2009. 
أدار ماجيتش العديد من المباريات في دوري أبطال أوروبا و‌دوري أوروبا منها كأس السوبر الأوروبي 2016 ونهائي دوري أبطال أوروبا 2018 وأختير ليكون حكم في كأس العالم 2014 وبطولة أمم أوروبا 2016 وكأس القارات 2017 وكأس العالم 2018.

## روابط خارجية
- ميلوراد ماجيتش على موقع Soccerway.com (الإنجليزية)